# Lepanthes braccata
Lepanthes braccata là một loài thực vật có hoa trong họ Lan. Loài này được Luer & Dod mô tả khoa học đầu tiên năm 2003.